# Piotr Kazimierz Biegański
Piotr Kazimierz Biegański herbu Prawdzic (ur. prawdopodobnie 1610, zm. ok. 1662) – podkomorzy połocki w 1654 roku, podstoli połocki w latach 1640–1650, cześnik połocki w latach 1636–1640, dworzanin pokojowy Jego Królewskiej Mości.
Poseł na sejm 1640 roku. Był sędzią podczas elekcji w 1648 r. Jako podkomorzy połocki był komisarzem na przeprawienie portu do Królewca. Poseł na sejm 1653 roku i sejm zwyczajny 1654 roku.
Podczas wojny polsko-rosyjskiej dowodził obroną zamku w Głębokiem. 2 sierpnia 1654 r. zamek został spalony, a Biegański trafił do niewoli, w której zmarł, zostawiwszy potomstwo.